# Abisso (Marvel Comics)
Abisso (Abyss) il cui vero nome Nils Styger, è un personaggio dei fumetti, creato da Todd DeZago (testi) e Scott Clark (disegni) nel 1997, pubblicato dalla Marvel Comics. La sua prima apparizione è in Cable (vol. 1) n. 40 (febbraio 1997), mentre le sue origini vennero narrate in The Uncanny X-Men (vol. 1) n. 432 (ottobre 2003).

## Biografia del personaggio
Abisso è un mutante originario dell'isola di Genosha che ha contratto il Virus Legacy. Il Charles Xavier lo ha ingaggiato, non solo per fare parte della fazione segreta "Mutant Underground", ma anche per fare da guardia del corpo alla scienziata Renée Majcomb, una ricercatrice che stava concentrando i suoi sforzi per trovare una cura al Virus Legacy. La Majcomb era però un bersaglio del programma governativo USA "Operazione Tolleranza Zero" da cui Abisso ha dovuto proteggerla assieme a Cable, Domino e Douglock.
Prima di trasferirsi a Berlino riesce a guarire dal Virus Legacy. Nella capitale tedesca è costretto a scontrarsi con il mutante Fever Pitch, ma prima di poterlo sconfiggere entrambi vengono catturati da X-Corps, il programma paramilitare guidato da Banshee. Quest'ultimo è quasi ucciso dalla terrorista Mystica, ma Abisso riesce a salvarlo (nonostante X-Corps avesse fatto degli studi scientifici su di lui) assorbendo dentro di sé Mystica e spedendola in un'altra dimensione.
In seguito scopre che è il fratellastro di Nightcrawler e figlio di Azazel, un demone che aveva richiamato su Isla des Demonas diversi mutanti dotati di poteri di teletrasporto e capaci di viaggi dimensionali. I vari mutanti radunati vengono usati in un cerimoniale per aprire un varco tra la terra e la dimensione di Azazel, poiché questi vorrebbe conquistare il nostro mondo. L'intervento degli X-Men e di Polaris non solo causano la sconfitta di Azazel, ma provocano una reazione di rigetto in Abisso, che così espelle tutto ciò che aveva in precedenza assorbito.
La carriera mutante di Abisso finisce quando, come molti altri, perde i suoi poteri dopo House of M, nel cosiddetto M-Day. Nonostante ciò viene avvicinato da Elijah Cross di "Cellula X", un gruppo di terroristi che incolpa il governo USA della scomparsa del 90% dei mutanti. Cross gli consegna una strumentazione che gli permette di replicare i suoi poteri, che recupera in seguito grazie a Quicksilver. Abisso usa questi poteri per combattere contro X-Factor che stava indagando sulle azioni del gruppo di Cross, che muore durante uno scontro. Spaventato, Abisso fugge nella speranza di poter imparare a usare meglio i propri poteri.

## Altre versioni
Compare per la prima volta nella miniserie "L'era di Apocalisse", con un aspetto diverso, come uno dei quattro cavalieri di Apocalisse insieme a Sinistro, Mikhail Rasputin ed Olocausto. I suoi poteri mutanti sono identici a quelli visti in seguito, ma più potenti. Risulta il più giovane dei quattro e come Olocausto afferma di essere il figlio di En Saba Nur. Nell'ultimo volume della miniserie viene ucciso grazie al sacrificio di Banshee col quale aveva dei conti in sospeso.

## Poteri e abilità
Le cellule del suo corpo sono estremamente pieghevoli.
Inoltre ha la capacità di attraversare portali dimensionali.

## Altri media

### Videogiochi
Abisso compare, con l'aspetto della miniserie "L'era di Apocalisse", in X-Men Legends II: L'Era di Apocalisse.